# Martino Decorato
Martino Decorato (Canosa di Puglia, 17 dicembre 1981) è un militare italiano, Carabiniere Scelto dell'Arma dei Carabinieri, insignito di Medaglia d'oro al valor civile.